# Aka (rod)
Aka (Acca) je rod rostlin z čeledi myrtovité. Jsou to stromy a keře s tuhými jednoduchými listy a růžovými květy s množstvím nápadných červených tyčinek. Rod zahrnuje 3 druhy a je rozšířen v některých oblastech Jižní Ameriky. Nejvýznamnějším zástupcem je aka jedlá, poskytující ovoce známé jako fejchoa.

## Popis
Aky jsou stálezelené keře a malé stromy. Listy jsou jednoduché, tuhé, kožovité. Květy jsou oboupohlavné, pravidelné, čtyřčetné, jednotlivé nebo v hroznech či trojkvětých vidlanech. Korunní lístky jsou dužnaté, volné, načervenalé nebo růžové. Tyčinek je mnoho a jsou velmi nápadné, červeně zbarvené a delší než koruna. Nitky tyčinek jsou přímé. Semeník je srostlý ze 3 až 4 plodolistů a se stejným počtem komůrek obsahujících mnoho vajíček. Plodem je dužnatá bobule nesoucí na vrcholu zbytky vytrvalého kalicha. Semena jsou asi 2 mm velká, čočkovitého tvaru.

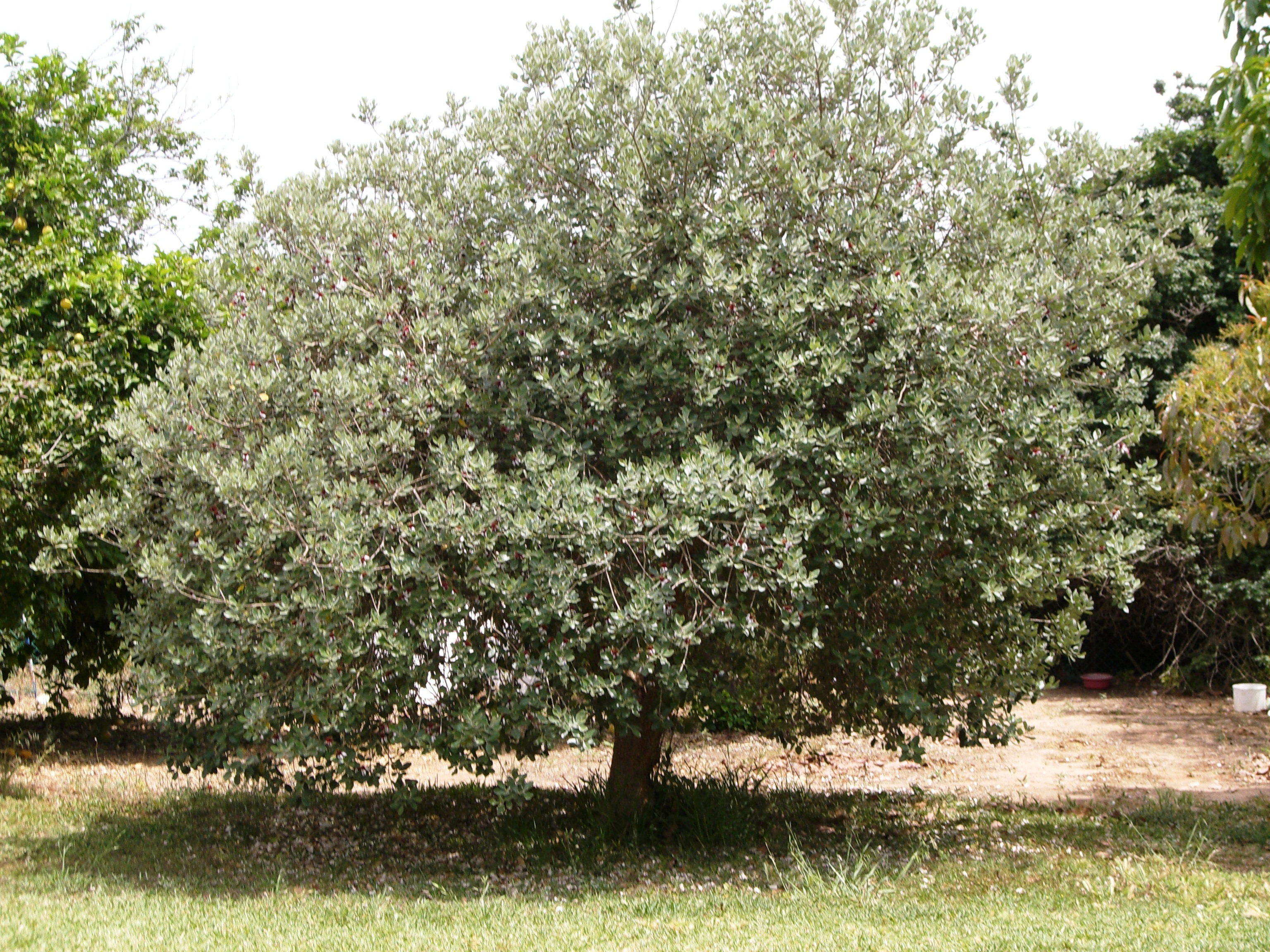
Aka jedlá
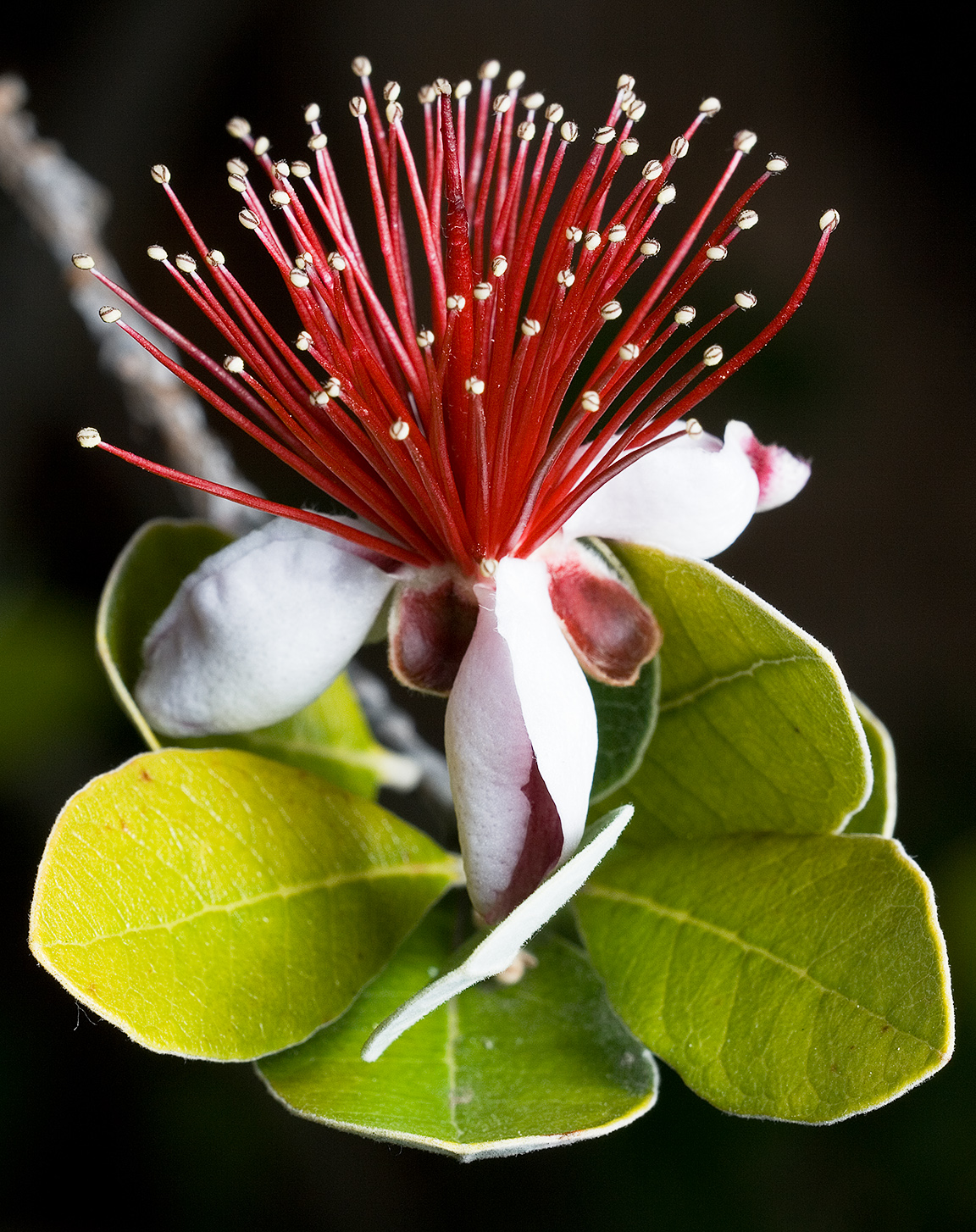
Detail květu aky jedlé
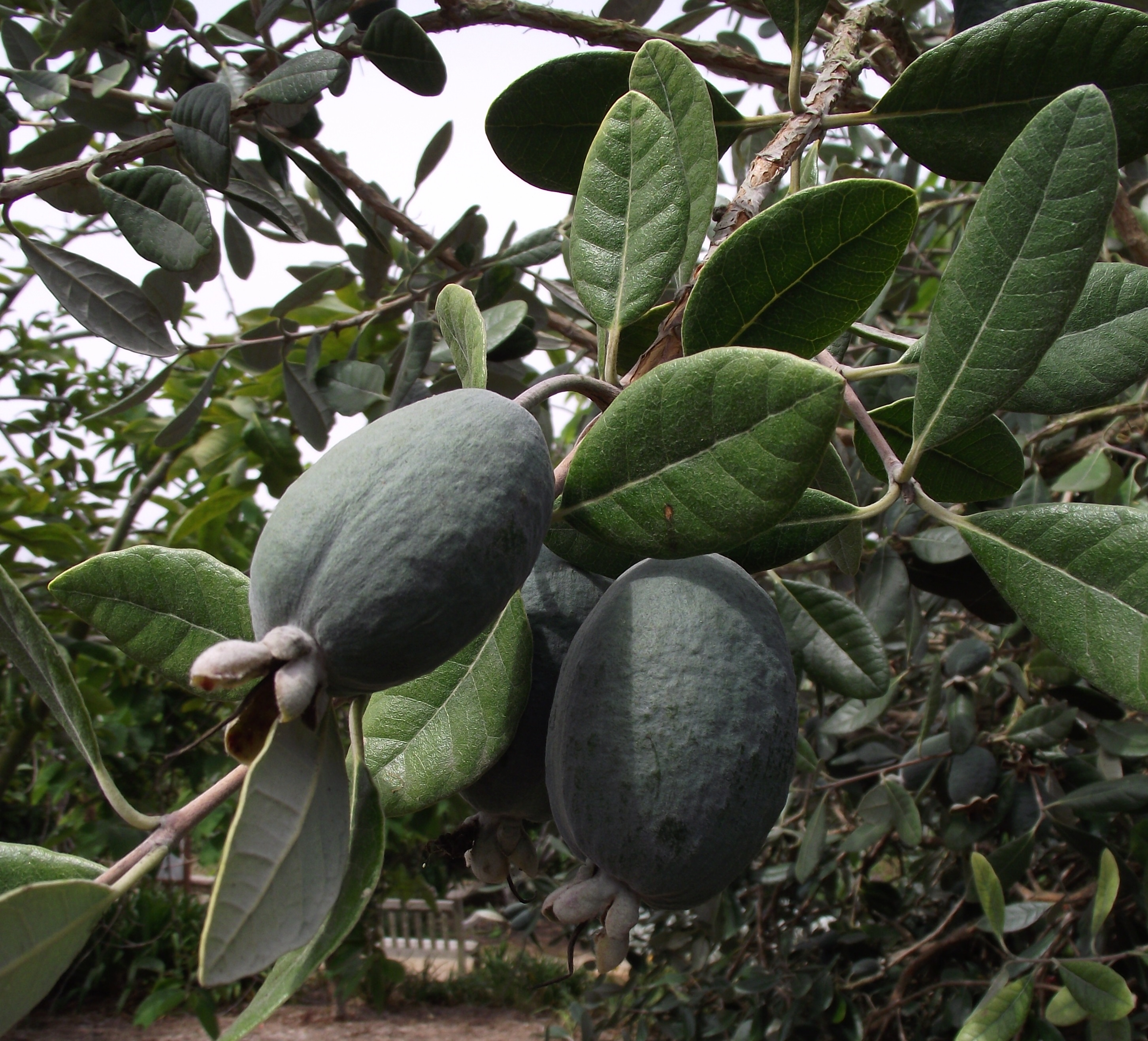
Plody aky jedlé

## Rozšíření
Rod aka zahrnuje 3 druhy. Je rozšířen v některých oblastech Jižní Ameriky. Aka jedlá (Acca sellowiana) pochází z jižní Brazílie, Paraguaye, Uruguaye a severovýchodní Argentiny, druh A. macrostema roste v Bolívii a Peru, A. lanuginosa pouze v Peru.

## Ekologické interakce
Květy aky jedlé opylují zejména ptáci, kteří konzumují dužnaté sladké korunní lístky. Navštěvuje je také různý hmyz sbírající pyl. V květech chybí nektar. Nejefektivnějšími opylovači jsou větší druhy ptáků, přenos pylu hmyzem a malými ptáky je minimální. V oblasti původního výskytu v Brazílii je navštěvuje zejména drozdec bělobrvý (Mimus saturninus) a drozdi rodu Turdus. Květy pěstovaných rostlin navštěvuje v Kalifornii zejména drozdec mnohohlasý (Mimus polyglottis), na Novém Zélandu kruhoočko australopacifické (Zosterops lateralis), kos černý (Turdus merula) a majna obecná (Acridotheres tristis).
V květech nejprve dozrává blizna a až po ní se uvolňuje zralý pyl z prašníků, čímž je zabráněno samoopylení, neboť květy jsou zpočátku funkčně samičí a později se proměňují ve funkčně samčí. Obsah cukrů v poupěti je nízký, po rozvinutí květu stoupá a vrcholu dosahuje na přechodu ze samičí do samčí fáze, kdy jsou také květy ptáky nejvíc navštěvovány.

## Taxonomie
Rod Acca je v rámci čeledi myrtovité řazen do podčeledi Myrtoideae a tribu Myrteae. Byl popsán O. Bergem v roce 1856. Původně obsahoval 2 druhy, v roce 1941 sem byl vřazen monotypický rod Feijoa, obsahující pouze druh Feijoa sellowiana. Tento rod byl popsán stejným autorem v roce 1859.

## Zástupci
- aka jedlá (Acca sellowiana)

## Význam
Aka jedlá poskytuje ovoce, známé jako fejchoa. Je asi 2 až 8 cm dlouhé a vzhledově připomíná kvajávu. Ovoce se konzumuje čerstvé nebo slouží k přípravě salátů, džusů, zmrzlin, džemů a podobně. Vyrábí se z něj i víno. Rostlina je pěstována v subtropech celého světa. Komerčně se pěstuje zejména v Austrálii, Novém Zélandu, Kalifornii, Floridě a Kubě. Byla vypěstována řada kultivarů. Zvláště chutné plody má 'Pineapple Gem', zatímco 'Nazemetz' je zimovzdornější než jiné kultivary. Dužnaté korunní plátky jsou rovněž jedlé a někdy se přidávají do salátů.

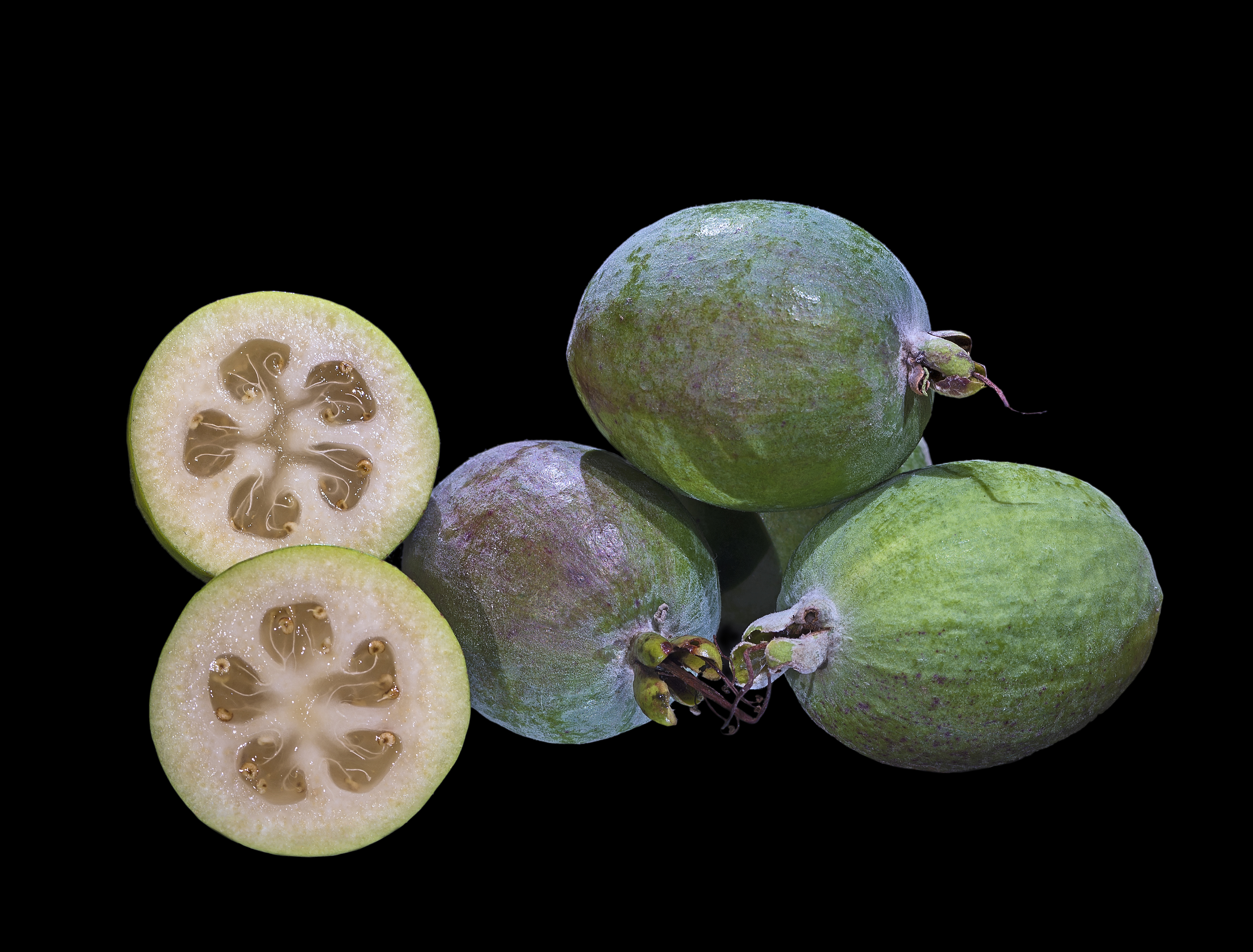
Fejchoa, plody aky jedlé
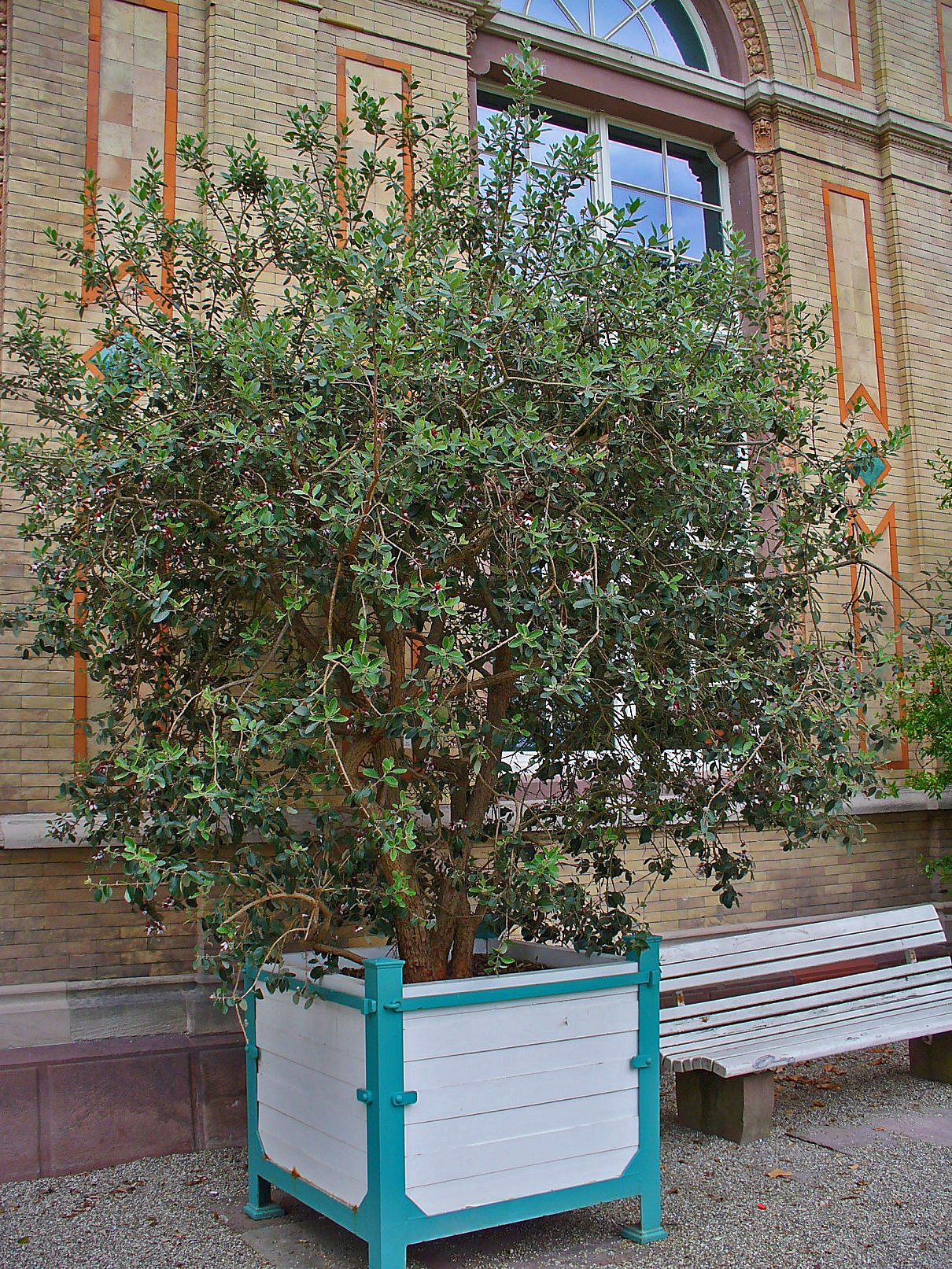
Aka jedlá jako přenosná rostlina v Německu